# Киш, Алёна Андреевна
Алена Андреевна Киш (1889 или 1896 — 1949) — белорусская художница-примитивистка из Слуцкого района, мастерица ковров ручной работы. Художница-путешественница, значительную часть жизни ездила из деревни в деревню, рисуя расписные ковры, иногда за кусок хлеба. В последние годы жила у своей младшей сестры. Она покончила с собой, бросившись в реку.
Искусство Алены приобрело известность, когда в 1970-е годы её работы, собранные коллекционерами и художниками, были представлены публике.
Значительная коллекция произведений хранится в архиве Заславльского историко-культурного музея. Работы Алены Киш, а также сведения о её жизни были собраны спустя много лет после её смерти по инициативе художника Владимира Басалыги, который видел в детстве ковры, которые она рисовала.

## Творчество
Ковры со сказочно-экзотическими сюжетами («Письмо к любимому», «Дева на водах», «Рай», «В райским саду» и др. представленные в многочисленных вариантах) отличаются композиционным мастерством, своеобразным видением и уникальной образностью. Есть мнение, что содержание произведений А. Киш связано с биографией художницы и представлением о «женской доле» и мечте о «рае». Близость к местной традиционной раскраске проявилась в декоративности проработанных деталей, локальности цветов, широком использовании растительных элементов, окантовке ковров.

В декабре 2013 года прошла выставка ковров Алены Киш «На счастье» из собрания Заславльского музея в Художественной галерее Михаила Савицкого. Выставка была подготовлена искусствоведом Татьяной Бембель вместе с белорусским меценатом Константином Церетели. Открывал вернисаж директор историко-культурного музея-заповедника «Заслаўе», искусствовед Николай Пограновский.
- Николай Пограновский, Кристина Витушка, Татьяна Бембель
- Николай Пограновский, Кристина Витушка, Татьяна Бембель
- художница Оксана Аракчеева
- Владимир Парфенок, Руслан Вашкевич

## Память
- В 1996 году, к 100-летию со дня рождения художницы, РУП «Белпочта» выпустила памятный художественный конверт с оригинальной маркой.

- В 2010-м году на киностудии «Беларусьфильм» была создана документальная лента о судьбе художницы Алены Киш «Маляваны рай» («Рисованный рай»)[7], реж. Галина Адамович.

## Спасылкі
- На сайте «Наследие Беларуси». Архивная копия от 5 марта 2016 на Wayback Machine